# Trí Minh
Trí Minh (* im 20. Jahrhundert) ist ein vietnamesischer Jazzmusiker, Komponist elektronischer Musik und der Begründer des Hanoi Sounds Festival.

## Leben
Der Sohn des Komponisten Thuận Yến und der Musikerin Thanh Hương und Bruder der Sängerin Thanh Lam war Anfang der 1990er Jahre Mitbegründer der ersten Jazzband Vietnams, mit der er in der Region um Hanoi auftrat. Ab Ende der 1990er Jahre experimentierte er mit elektronischer Musik und arbeitete mit vietnamesischen und ausländischen Musikern und Gruppen wie Mouse on Mars und Robert Henke aus Deutschland, Dfuse und Robin Scanner aus Großbritannien sowie Sweet Suzie und Manni Montana zusammen.
Seit den 2000er Jahren entstanden eigene Aufnahmen Trí Minhs. Unter anderem nahm er mit Michael Møller und traditionellen vietnamesischen Musikern das Album Hanoi recitals auf. Er komponierte Musik zu Kurz- und Dokumentarfilmen und tritt auch live mit Performance- und Tanzgruppen auf.